# U-Bahnhof Schützenstraße
Der U-Bahnhof Schützenstraße ist ein U-Bahnhof der Stadtbahn Dortmund. Er wurde im Sommer 1984 mit Inbetriebnahme der ersten Stammstrecke eröffnet. Seit Anfang Juli 2024 wird der U-Bahnhof erneuert. Ein Fertigstellungstermin wurde noch nicht bekannt gegeben.

## Lage
Der U-Bahnhof befindet sich unterhalb der Straßenkreuzung Schützenstraße/Mallinckrodstraße im Norden der Dortmunder Innenstadt. Über der Gleisebene befindet sich die Verteilerebene des Bahnhofs. Sowohl die Bahnsteige als auch die Verteilerebene sind barrierefrei mit Rolltreppen und Aufzügen zu erreichen.  

## Linien
Ganztägig wird der Bahnhof nur von der Linie U47 bedient. Die U49 bedient den Bahnhof nur Montags bis Freitags während der Hauptverkehrszeit. 
| Linie | Linienverlauf | Takt   |
| ----- | --- | ------ |
| U 47  | DO-Westerfilde – Obernette – Buschstraße – Parsevalstraße – Huckarde Bushof – Huckarde Abzweig – Insterburger Straße – Hafen – U Schützenstraße – U Leopoldstraße – U Dortmund Hbf – U Kampstraße – U Stadtgarten – U DO-Stadthaus – U Markgrafenstraße – U Märkische Straße – Kohlgartenstraße – Voßkuhle – Lübkestraße – Max-Eyth-Straße – Stadtkrone Ost – Hauptfriedhof – Allerstraße/Westfälische Klinik für Psychiatrie – Westendorfstraße – Schürbankstraße – DO-Aplerbeck Diese Linie verkehrt auf der Stammstrecke I | 10 min |
| U 49  | ( Dortmund, Hafen – U Schützenstraße – U Leopoldstraße – ) U Dortmund Hbf – U Kampstraße – U Stadtgarten – U DO-Stadthaus – U Markgrafenstraße – U Westfalenpark – Rombergpark – DO-Hacheney Diese Linie verkehrt auf der Stammstrecke I. Während der HVZ an Schultagen wird die Linie bis zur Haltestelle Hafen verlängert | 10 min |